# Genska elektrotransfekcija
Genska elektrotransfekcija je biotehnološka metoda, ki omogoča vnos genskega materiala v prokariontske in evkariontske celice. Temelji na principu fizikalne metode, elektroporacije, ki z uporabo visokonapetostnih in kratkih električnih pulzov povzroči začasno povečano prepustnost celične membrane. Tako lahko v celico vnašamo tudi večje molekule (plazmidno DNA, oligonukleotide, kratko interferenčno RNA), ki drugače ne prehajajo celične membrane. Začetki genske elektrotransfekcije segajo v zgodnja osemdeseta leta[1] in danes je zaradi svoje učinkovitosti in preproste uporabe postala rutinska metoda za vnos genov v bakterijske,[2] kvasne, [3] rastlinske[4] in živalske celice[5] in vitro, ter v različna tkiva, kot so mišice,[6] tumorji,[7] jetra[8] in koža[9] in vivo.

## Fizikalni princip
Izpostavitev celice dovolj visoki jakosti električnega polja privede do povečanja transmembranske napetosti, kar povzroči začasno povečano prepustnost membrane. Tako je v celico mogoče vnesti molekule, ki jih membrana v normalnih pogojih ne prepušča.[10]
Natančni mehanizmi genske elektrotransfekcije še vedno niso popolnoma pojasnjeni.  Znano je, da se v prisotnosti zunanjega električnega polja DNA nakopiči le na tistem delu membrane celice, ki se nahaja na strani katode in da so za uspešnost metode potrebni številni koraki: elektroforetsko gibanje DNA proti celici, prenos DNA skozi celično membrano, migracija DNA po citoplazmi celice do celičnega jedra, prenos skozi jedrno ovojnico in nato izražanje gena.[11] 
Na učinkovitost genske elektrotransfekcije vpliva vrsta dejavnikov, med drugimi: temperatura, parametri električnih pulzov, koncentracija DNA, sestava elektroporacijskega medija, velikost celice in njena sposobnost izražanja vnesenega gena.[12]
V in vivo okolju pa na učinkovitost genske elektrotransfekcije vplivajo tudi mobilnost DNA v zunajceličnem ogrodju, struktura in prevodnost tkiva.[13]

## Uporaba v biotehnologiji
Velike količine specifičnega proteina za biotehnološke ali medicinske namene najlažje pridobimo s transformacijo bakterij. Ker je genska elektrotransfekcija preprosta, hitra in učinkovita metoda, bi lahko kaj kmalu popolnoma zamenjala ostale metode transformacij bakterij.[14]

## Uporaba v medicini
Prvič so elektroporacijo v medicini uporabili za vnos slabo prehodnih protitumorskih učinkovin v nodule tumorjev.[15] Kmalu je tudi genska elektrotransfekcija zaradi nizke cene, preprostosti in varnega načina vnosa genskega materiala vzbudila veliko pozornosti. Pri vnosu genskega materiala z virusnimi vektorji se še vedno namreč pojavlja vprašanje varnosti zaradi možnosti prekomernega odziva gostiteljevega imunskega sistema ali potencialne patogenosti vnesenih virusov.[16]
Za vnos genov in vivo se genska elektrotransfekcija uporablja že od leta 1991[17] in danes je v teku velika kopica predkliničnih študij genske elektrotransfekcije. Z vnosom številnih terapevtskih genov z dovajanjem električnih pulzov v različna tkiva se poraja možnost za zdravljenje različnih bolezni, kot so: motnje imunskega sistema, metabolne motnje, monogenetske bolezni, kardiovaskularne bolezni, analgezije….[18][19][20]
Zaključena pa je že tudi prva klinična študija faze I vnosa terapevtskega gena z gensko elektrotransfekcijo.[21] Študija je potekala pri pacientih z metastatsko obliko melanoma, kjer so vnašali z električnimi pulzi plazmid, ki kodira gen za interlevkin-12 (pIL-12). Pri pacientih so spremljali varnost, toleranco in učinek terapije. Zaključki raziskave so bili, da je genska elektrotransfekcija s pIL-12 varna in dobro tolerirana ter da je opaziti delno ali popolno regresijo oddaljenih in netretiranih melanomov, kar kaže na sistemski učinek terapije. Na podlagi rezultatov že načrtujejo prehod k študiji klinične faze II.
Trenutno je v teku več kliničnih študij genske elektrotransfekcije[22], kjer spremljajo varnost, toleranco in učinkovitost imunizacije z DNA cepivom, ki ga vnašajo z električnimi pulzi.
Čeprav metoda ni sistemska, temveč le lokalna, predstavlja še vedno najbolj učinkovito alternativo virusni transfekciji.